# Mavinahalli Amanikere, Gubbi
Mavinahalli Amanikere là một làng thuộc tehsil Gubbi, huyện Tumkur, bang Karnataka, Ấn Độ.